# Kawasaki-Higashis postkontor
Kawasaki-Higashi (japanska: 川崎東郵便局, Kawasaki Higashi yūbinkyoku, Kawasakis östra postkontor) är ett postkontor med sorteringsterminal tillhörande Japan Post som fungerar som samlingspunkt för en stor del av paket och brev från och till utlandet. Det är beläget på den konstgjorda ön Higashi-Ōgishima i Kawasaki.

## Historik
Kawasaki-Higashi öppnade den 4 maj 2013 och tog under de följande månaderna över internationell posthantering från postkontoren Kawasaki Minato, Narita International Airport, Tokyo International (Shinsuna) och Osaka International. Innan öppnandet av Kawasaki-Higashi hade några av dessa postkontor periodvis kapacitetsbrist. Efter att Tokyo-Haneda åter blivit en internationell flygplats hade ingen internationell postsortering etablerats där, utan den uppgiften hade lagts på Tokyo International. Vid öppnandet planerades för en sorteringskapacitet om 500 000 internationella brev och 10 000 internationella paket om dagen. Vid starten arbetade runt 1 300 människor på platsen.